# Sulaiman-Too
Sulaiman-Too (en kirguís: Сулайман-Тоо, també coneguda com la Muntanya de Sulayman) és l'únic lloc del Patrimoni de la Humanitat situat íntegrament al país del Kirguizstan. Està situat a la ciutat d'Oix i va ser en el seu moment un important lloc de pelegrinatge musulmana i pre-musulmana. S'eleva abruptament des de les planes circumdants de la vall de Fergana i és un lloc popular entre els habitants i els visitants, degut, entre altres coses, les seves esplèndides vistes.
Alguns investigadors i historiadors creuen que aquesta muntanya és la famosa fita de l'antiguitat conegut com la "Torre de Pedra", sobre la qual Claudi Ptolemeu va escriure en la seva famosa obra Geografia. Va marcar el punt intermedi de l'antiga Ruta de la Seda, la ruta comercial per terra entre Europa i Àsia.

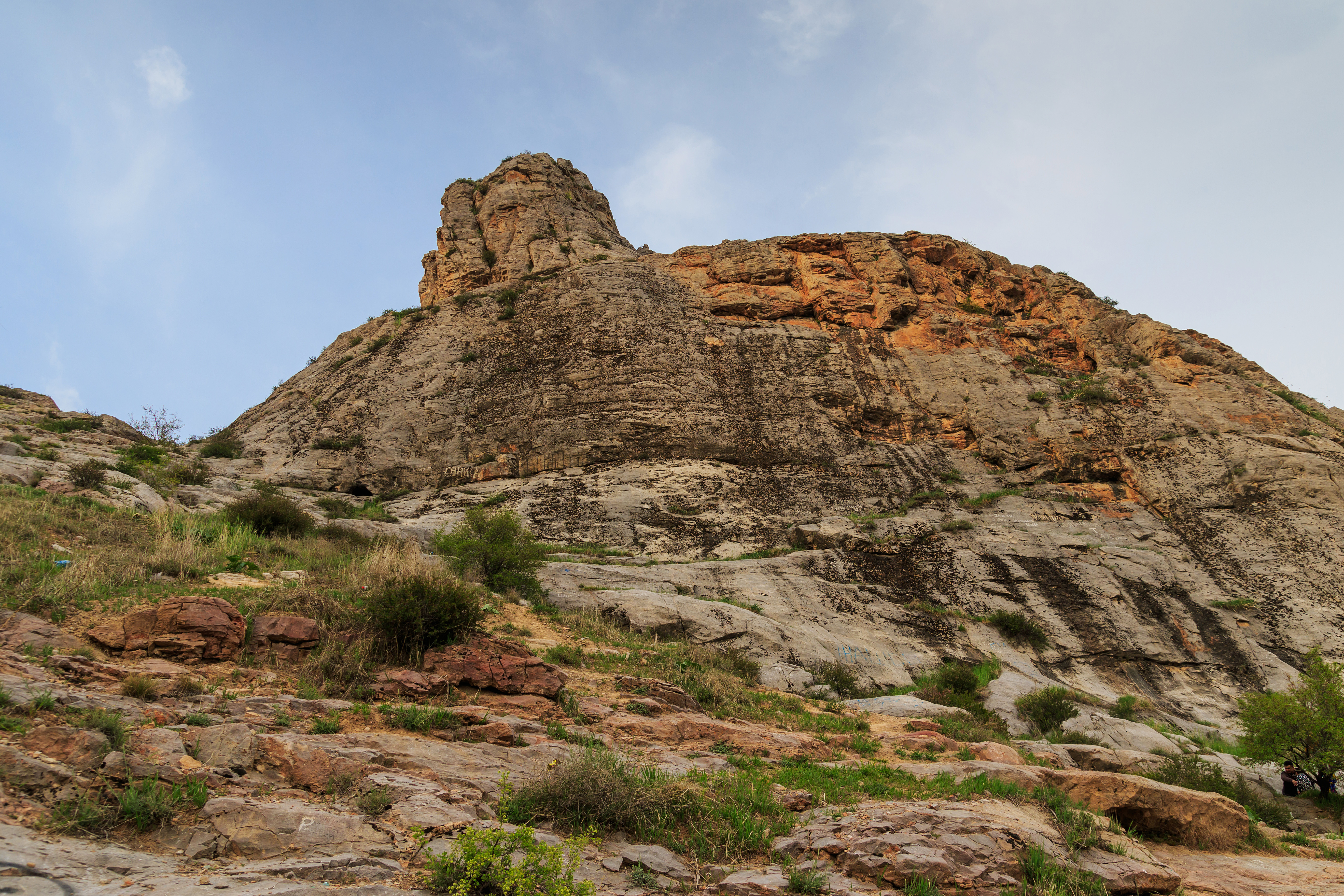
Formacions rocoses en el cim de la Muntanya Sulayman

La muntanya conté un santuari que suposadament assenyala la tomba de Sulayman (Salomó), un profeta en l'Alcorà. La llegenda diu que les dones que tenen dificultats per a quedar embarassades donen a llum a nens sans quan pugen a la muntanya. Els arbres i arbustos de la muntanya estan coberts amb nombroses "banderes d'oració", petits trossos de tela que es lliguen a elles.
Segons la UNESCO, la muntanya és "l'exemple més complet d'una muntanya sagrada de qualsevol lloc de l'Àsia central, adorada durant diversos mil·lennis". El lloc continua sent un lloc popular per als musulmans locals, amb escales que condueixen al pic més alt on es troba una petita mesquita construïda originalment per Baber en 1510. Gran part de la mesquita va ser reconstruïda a finals del segle xx.
Avui en dia, s'hi pot arribar per una carretera asfaltada. A finals del segle XX durant l'època soviètica, es va construir el Complex del Museu Històric i Arqueològic Nacional de Sulayman en una cavitat de la muntanya utilitzant mitjans moderns (formigó), en el qual, mostra les troballes arqueològiques de la zona i la seva història com ara objectes que eren quotidians dels primers dies d'assentament a la muntanya. El vessant inferior de la muntanya està envoltada per un cementiri.